# 900

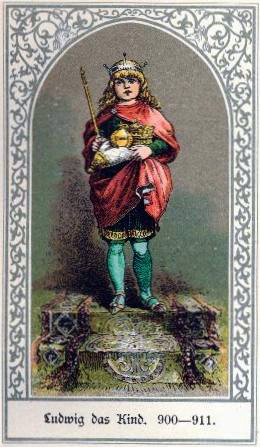
Koning Lodewijk het Kind (893 - 911)

Het jaar 900 is het 100e jaar in de 9e eeuw volgens de christelijke jaartelling.

## Gebeurtenissen

### Europa
- 4 februari - De 6-jarige Lodewijk IV ("het Kind"), een zoon van voormalig keizer Arnulf van Karinthië, wordt in Forchheim (huidige Beieren) met steun van de adel tot koning van het Oost-Frankische Rijk gekroond. Hij wordt erkend als heerser van Lotharingen en benoemd Radbod, aartsbisschop van Trier, tot zijn kanselier. Hij krijgt het recht op een munt en het instellen van douanerechten.
- Lodewijk de Blinde, koning van Provence, wordt uitgenodigd door de Italiaanse edelen en bieden hem de IJzeren Kroon ("Kroon van de Longobarden") aan. Hij verdrijft koning Berengarius I en wordt in de hoofdstad Pavia tot heerser van Italië gekroond.
- 17 juni - Boudewijn II, graaf van Vlaanderen, laat bisschop Fulco van Reims (nadat hij is benoemd tot abt van de Abdij van Sint-Bertinus) in een hinderlaag lopen en vermoorden. Boudewijn wordt door koning Karel III ("de Eenvoudige") geëxcommuniceerd, maar is niet in staat om de strafmaatregelen door te voeren.
- Koning Donald II sneuvelt tijdens een gevecht tegen de Vikingen die een rooftocht voeren in Noord-Schotland. Hij wordt opgevolgd door Constantijn II (een kleinzoon van koning Kenneth I) als heerser van Schotland.

## Religie
- januari - Paus Johannes IX overlijdt na een pontificaat van 2 jaar. Hij wordt opgevolgd door Benedictus IV als de 117e paus van de Katholieke Kerk.
- Eerste schriftelijke vermelding van Nordhorn (huidige Duitsland).

## Geboren
- Adaldag, aartsbisschop van Bremen (waarschijnlijke datum)
- Berengarius II, koning van Italië (waarschijnlijke datum)
- Drahomíra, hertogin en regentes van Bohemen (waarschijnlijke datum)
- Gero, aartsbisschop van Keulen (waarschijnlijke datum)
- Gero, Frankisch markgraaf (waarschijnlijke datum)
- Koenraad, bisschop van Konstanz (waarschijnlijke datum)
- Raymond III, Frankisch edelman (waarschijnlijke datum)

## Overleden
- januari - Johannes IX, paus van de Katholieke Kerk
- 17 juni - Fulco van Reims, Frankisch abt en bisschop
- 13 augustus - Zwentibold, koning van Lotharingen
- Donald II, koning van Schotland